# Књижевни додатак „Јужне пчеле“
Кљижевни додатак „Јужне пчеле“  је лист за науку, забаву и шалу који је излазио 1852. године у Новом Саду.

## Историјат
То је био први сатирични лист који су покренули Срби у доба Баховог апсолутизма. Лист су издавала браћа Данило и Милорад Медаковић. Достизао је тираж и преко 2.000 примерака, што је био рекорд у тадашњој српској периодици.